# Георгій Пачеджиєв
Георгій Пачеджиєв (болг. Георги Пачеджиев, 1 березня 1916 — 12 квітня 2005) — болгарський футболіст, що грав на позиції півзахисника. По завершенні ігрової кар'єри — тренер. Заслужений майстер спорту Болгарії (1961) року та заслужений тренер (1980).
Виступав, зокрема, за національну збірну Болгарії, яку потім тренував і як головний тренер.

## Клубна кар'єра
У дорослому футболі дебютував виступами за команду «Спортклуб» (Софія), з якою став чемпіоном Болгарії в 1935 році, а потім грав за АС 23 (Софія), з яким він виграв Царський кубок в 1941 році.
1946 року став гравцем клубу «Левскі», у складі якого був двічі чемпіоном Болгарії (1947 і 1949), один раз володарем Кубка країни (1949) і один раз — чемпіоном Софії (1948).
За фахом він був будівельним техніком, і тому після 1950 року до 38 років грав за «Строїтел» (Софія). Він був змушений завершити свою ігрову кар'єру через важку травму наприкінці 1953 року.

## Виступи за збірну
20 жовтня 1935 року дебютував в офіційних матчах у складі національної збірної Болгарії в зустрічі проти Німеччини (2:4), а 7 листопада 1937 року забив свій перший гол за збірну у матчі кваліфікації на чемпіонат світу у ворота діючих віце-чемпіонів світу збірної Чехословаччини, завдяки чому болгари зуміли зіграти у престижну нічию 1:1.
Останній матч за збірну провів аж 12 листопада 1950 року проти Угорщини (1:1). Загалом протягом кар'єри у національній команді, яка тривала 16 років, провів у її формі 9 матчів, забивши 2 голи.

## Кар'єра тренера
У 1954 році закінчив тренерську школу в Москві. Його призначили тренером молодіжної збірної. З цією командою він вийшов на юнацький чемпіонат Європи (U-18) 1955 року в Італії. На турнірі болгарська команда перемогла Північну Ірландію (5:1), Польщу (6:1) і зіграла внічию з Іспанією (2:2), завдяки чому посіла перше місце в групі, втім згідно з тодішніми регламентами, матчі плей-оф не були передбачені і переможець визначений не був.
З 1956 року він обіймав посаду головного тренера «Левскі», де працював до 1959 року і тричі вигравав Кубок країни (1956, 1957 та 1959), використовуючи низку молодих гравців зі своєї юнацької збірної.
Надалі Георгій очолив національну збірну Болгарії, яку сенсаційно зумів вивести на чемпіонат світу 1962 року у Чилі, пройшовши  у кваліфікації грізних французів. Після поразки в Парижі, у матчі-відповіді в Софії Болгарія перемогла з рахунком 1:0, через що був призначений додатковий вирішальний матч, який відбувся 16 грудня 1961 року в Мілані, французи знову були переможені з рахунком 1: 0 після голу Димитара Якимова. Таким чином Болгарія вперше у своїй історії вийшла у фінальну частину чемпіонатів світу. На самому «мундіалі» болгари виступили не так вдало, набравши лише одне очко у групі і стали останніми у групі, а в кінці року Пачеджиєв покинув збірну. 
Надалі тренував клуби «Поморіє» та «Чорноморець» (Бургас), а також кіпрську Омонію, з якою став чемпіоном Кіпру 1966 року.
Помер 12 квітня 2005 року на 90-му році життя.

## Титули і досягнення

### Як гравець
- Чемпіон Болгарії (3):

«Спортклуб» (Софія): 1935
«Левскі»: 1947, 1949
- Володар Кубка Болгарії (3):

АС 23 (Софія): 1941
«Левскі»: 1947, 1949

### Як тренер
- Чемпіон Кіпру (3):

Омонія: 1966
- Володар Кубка Болгарії (3):

«Левскі»: 1956, 1957, 1959

### Індивідуальні
- Найкращий бомбардир  чемпіонату Болгарії: 1939 (14 м'ячів)